# Wielka trójka (motoryzacja)
Wielka Trójka (również Big three) - określenie odnoszące się do trzech największych  amerykańskich producentów samochodów:
1. General Motors (GM) – producent takich marek jak Chevrolet, GMC, Cadillac czy Buick. Jest jednym z największych producentów samochodów na świecie.
2. Ford Motor Company – znana przede wszystkim z takich modeli jak Ford Mustang, Ford F-150 czy Ford Focus.
3. Stellantis (dawniej Fiat Chrysler Automobiles, FCA) – firma powstała w wyniku połączenia Fiat Chrysler Automobiles z grupą PSA. Stellantis posiada marki takie jak Jeep, Dodge, Chrysler, RAM, a także europejskie Peugeot, Citroën, Opel i inne.

Przedsiębiorstwa te mają swoje siedziby w Detroit.